# Sammy Corporation
Sammy Corporation (株式会社サミー, Kabushiki Gaisha Samī) é uma empresa japonesa do ramo de jogos de apostas, especializada no desenvolvimento e distribuição de máquinas pachinko e caça-níqueis. Foi fundada em novembro de 1975 por Hajime Satomi como Sammy Industry, assumindo seu nome atual em 1997. Ela comprou a desenvolvedora e publicadora de jogos eletrônicos Sega em 2004, com as duas se fundindo a fim de formar a empresa-mãe Sega Sammy Holdings.